# 三圣瑞现塔
35°37′32″N 113°03′17″E / 35.62556°N 113.05472°E
三圣瑞现塔位于中国山西省陵川县西河底镇积善村昭庆院内，俗称积善塔，2006年被列为第六批全国重点文物保护单位。
据塔内第三层碑文记载，三圣瑞现塔始建于隋仁寿元年（601年），后不知毁于何时，金大定六年发现原塔底石龟及舍利，遂重建该塔，大定九年（1169年）竣工。塔为密檐式砖塔，四角十三层，底边长6米，高约30米。塔内空心，可循层攀登而上。